# Salomé Stévenin
Salomé Stévenin (Lons-le-Saunier, 29 de janeiro de 1985) é uma atriz francesa.